# Gare d'Angers-Saint-Serge
La Gare d'Angers-Saint-Serge est une ancienne gare ferroviaire française, située sur le territoire de la commune d'Angers, préfecture de Maine-et-Loire en région Pays de la Loire.

## Situation ferroviaire
Établie à 22 mètres d'altitude, la gare d'Angers-Saint-Serge est située au point kilométrique (PK) 351,622 de la ligne de Segré à Angers-Saint-Serge dont elle est le terminus, la gare précédente étant celle d'Avrillé.
Elle était raccordée à la ligne du Mans à Angers-Maître-École par le raccordement d'Écouflant qui prend naissance un peu plus d'un kilomètre au nord de la gare.

## Histoire
La gare est ouverte en 1878. Elle est située au bout du boulevard Ayrault sur la place Saint-Serge (actuelle place François-Mitterrand). 
La ligne de Segré à Angers-Saint-Serge est fermée au service voyageur en 1940, mais le trafic marchandise est maintenu dans la gare. 
En grande partie détruit par les bombardements alliés en 1944, le bâtiment voyageurs n'est plus utilisable. Les murs en brique qui tenaient difficilement sont détruits en 1955 et la gare est définitivement rasée en 1992,.
Le Marché d'intérêt national (MIN) du Val de Loire s'installe sur une partie des emprises des voies de débords de la gare et s'y raccorde naturellement. Cependant, avec la chute du trafic du charbon, le trafic de marchandises de la gare diminue et la route supplante le train pour les services rendus au MIN.
En 2008, la section de ligne qui reliait la gare Saint-Serge et la ligne du Mans à Angers-Maître-École est officiellement fermée.